# 行為型模式
在軟體工程中， 行為型模式為設計模式的一種類型，用來識別對象之間的常用交流模式并加以實現。如此，可在進行這些交流活動時增強彈性。

## 舉例
- 責任鏈模式：處理命令物件或將之傳到下一個可以處理的物件。
- 命令模式：命令物件將動作及參數封裝起來。
- "具現化堆疊"：使用堆疊將遞迴函式轉成重覆執行。[1]
- 解釋器模式：實作特製化的程式語言以解決一系列特殊的問題。
- 迭代器模式：迭代器用於存取包含器中元素而不用透露底層實作的方式。
- 調停者模式：對子系統中的介面集面提供一個統一的介面。
- 備忘錄模式：使一個物件還原到前一個狀態的能力（rollback）。
- 空物件模式：扮演預設物件的角色。
- 觀察者模式：亦即發行／訂閱或事件聆聽者。物件註冊去聆聽由另一個物作所引發的事件。
  - 弱參照模式：將觀察者與可觀察間的藕合程度。[2]
- 協議棧：通訊是由許多封裝成階層式的層所處理。[3]
- 狀態模式：在執行可以部分改變物件的一種方法。
- 策略模式：在執行時依需求而選擇演算法。
- 規格模式：以布林值的方式來重組事務邏輯。
- 模板方法模式：描述一個程式的骨架。
- 訪問者模式: 一種從物件中取出演算法的方式。
- 單服務訪問者模式：最佳化訪問者。使用一次後即行刪除。
- 階層式訪問者模式：提供一種方式可以拜訪階層式資料結構如樹中的每一個節點。
- 排程任務模式：在特定區時或時間點執行排程任務(用於即時計算)。

## 另見
- 結構型模式
- 創建型模式
- 併發型模式